# Jezerine
 Jezerine  falu Horvátországban Zágráb megyében. Közigazgatásilag Krašićhoz tartozik.

## Fekvése
Zágrábtól 43 km-re délnyugatra, községközpontjától 4 km-re északnyugatra a Zsumberki-hegység lejtőin fekszik. 

## Története
A falunak 1857-ben 74, 1910-ben 102 lakosa volt. Trianon előtt Zágráb vármegye Jaskai járásához tartozott. 2001-ben 53 lakosa volt. 

## Lakosság
| Lakosság változása | Lakosság változása | Lakosság változása | Lakosság változása | Lakosság változása | Lakosság változása | Lakosság változása | Lakosság változása | Lakosság változása | Lakosság változása | Lakosság változása | Lakosság változása | Lakosság változása | Lakosság változása | Lakosság változása |
| ------------------ | ------------------ | ------------------ | ------------------ | ------------------ | ------------------ | ------------------ | ------------------ | ------------------ | ------------------ | ------------------ | ------------------ | ------------------ | ------------------ | ------------------ |
| 1857               | 1869               | 1880               | 1890               | 1900               | 1910               | 1921               | 1931               | 1948               | 1953               | 1961               | 1971               | 1981               | 1991               | 2001               |
| 74                 | 86                 | 94                 | 77                 | 93                 | 102                | 113                | 112                | 117                | 121                | 97                 | 84                 | 97                 | 91                 | 53                 |

## Külső hivatkozások
Krašić hivatalos oldala